# Кольонія-Замек
Кольонія-Замек (пол. Kolonia Zamek) — село в Польщі, у гміні Модлібожиці Янівського повіту Люблінського воєводства.
Населення — 434 особи (2011).
У 1975-1998 роках село належало до Тарнобжезького воєводства.

## Демографія
Демографічна структура станом на 31 березня 2011 року:
|          | Загалом | Допрацездатний вік | Працездатний вік | Постпрацездатний вік |
| -------- | ------- | ------------------ | ---------------- | -------------------- |
| Чоловіки | 229     | 56                 | 153              | 20                   |
| Жінки    | 205     | 36                 | 122              | 47                   |
| Разом    | 434     | 92                 | 275              | 67                   |